# Imogene Coca

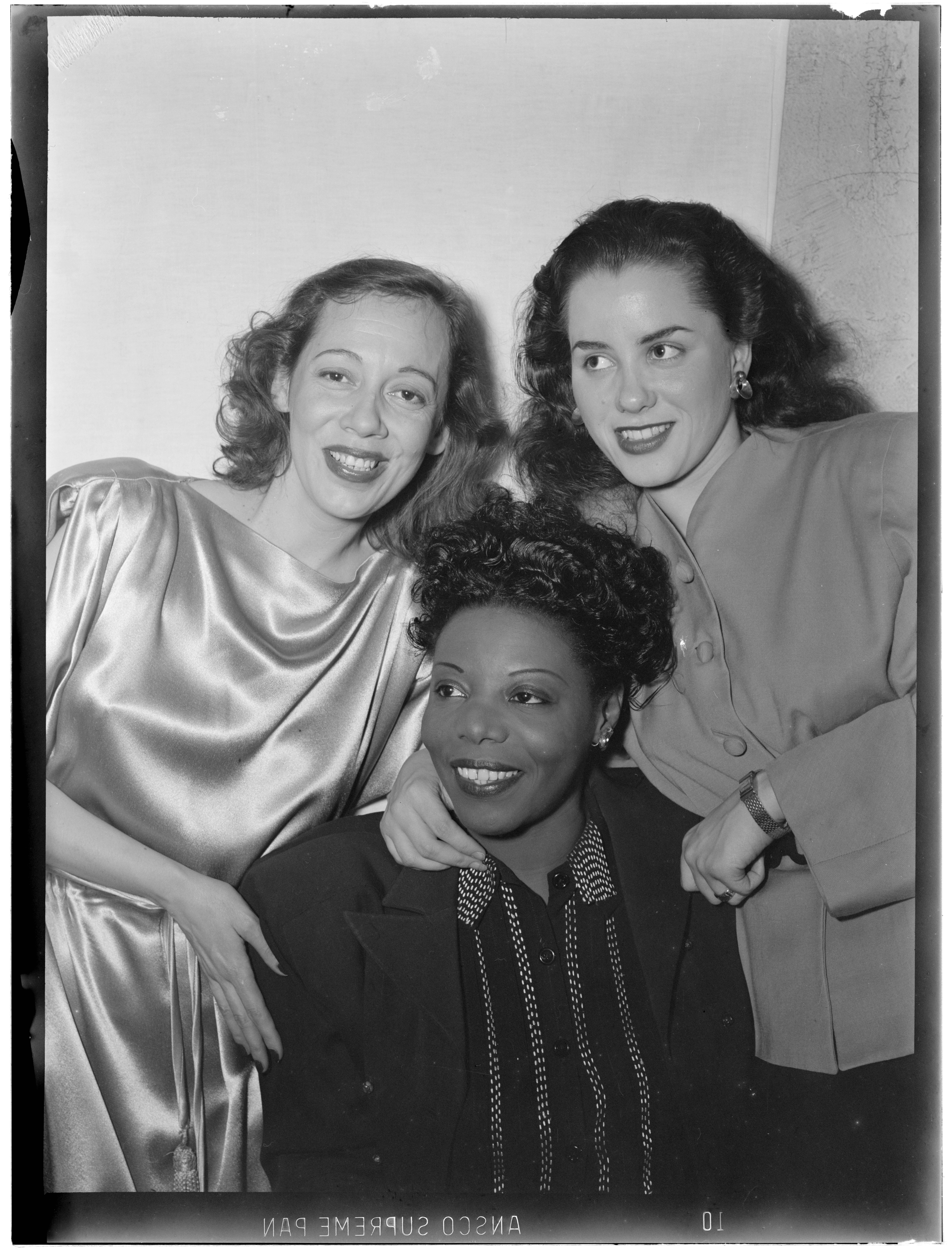
Imogene Coca (links) mit Mary Lou Williams (Mitte) und Ann Hathaway (rechts), Foto: William P. Gottlieb

Imogene Fernandez de Coca (* 18. November 1908 in Philadelphia, Pennsylvania; † 2. Juni 2001 in Westport, Connecticut) war eine US-amerikanische Comedy-Schauspielerin.

## Leben
Sie begann als Kinderakrobatin im Vaudeville-Theater, studierte dann Ballett und wollte eine ernsthafte Karriere in Musik und Tanz starten. Letztendlich tourte sie jahrzehntelang durch Musical-Revuen, Kabarett und saisonale Theateraufführungen. 
In den 1940ern wurde sie eine gefeierte Komikerin im Fernsehen; die folgenden Jahrzehnte spielte sie Hauptrollen in insgesamt sechs Fernsehserien und gastierte regelmäßig bis in die 1990er Jahre erfolgreich in Fernsehprogrammen. In den Vereinigten Staaten erlangte sie insbesondere durch ihre Mitwirkung an der Varieté-Fernsehshow Your Show of Shows an der Seite von Sid Caesar eine hohe Popularität. Die Originalshow lief von 1950 bis 1954, danach wurde sie noch mehrfach mit Caesar und Coca wiederbelebt, wenngleich nicht so erfolgreich.
Neben Varieté, Kabarett, Theater und Fernsehen spielte sie in Filmen mit, sprach Kinder-Cartoons und erschien in dem Musikvideo der New-Wave-Band Ebn Ozn zu ihrem Lied Bag Lady. Im deutschsprachigen Raum dürfte sie am ehesten durch ihre Auftritte in auch hierzulande ausgestrahlten Fernsehserien sowie der Darstellung der schrulligen Tante Edna in der Komödie Die schrillen Vier auf Achse (1983) bekannt sein. 
Coca war von 1935 bis 1955 mit dem Schauspieler Robert Burton und von 1960 bis 1987 mit dem Schauspieler King Donovan verheiratet. Zweimal verwitwet starb Coca im Jahr 2001 mit 92 Jahren.

## Auszeichnungen
Sie wurde für fünf Emmy Awards für Your Show of Shows nominiert und gewann Beste Schauspielerin im Jahr 1951. 1953 erhielt sie einen Peabody Award für Exzellenz im Rundfunk. Coca wurde 1978 auch für einen Tony Award für On the Twentieth Century und im Alter von 80 Jahren für einen sechsten Emmy für ihre Gastrolle in Das Model und der Schnüffler nominiert.

## Filmografie (Auswahl)
- 1937: Dime a Dance (Kurzfilm)
- 1937: Bashful Ballerina (Kurzfilm)
- 1948: Buzzy Wuzzy (Fernsehserie)
- 1950–1954: Your Show of Shows (Fernsehserie)
- 1954: The Imogene Coca Show (Fernsehserie)
- 1956: Jane Wyman Presents The Fireside Theatre (Fernsehserie, eine Folge)
- 1956: The United States Steel Hour (Fernsehserie, eine Folge)
- 1960: Shirley Temple’s Storybook (Fernsehserie, eine Folge)
- 1963: Ein Ehebett zur Probe (Under the Yum Yum Tree)
- 1963–1964: Grindl (Fernsehserie, 32 Folgen)
- 1966–1967: It’s About Time (Fernsehserie, 26 Folgen)
- 1971: Verliebt in eine Hexe (Bewitched, Fernsehserie, 2 Folgen)
- 1972: Drei Mädchen und drei Jungen (The Brady Bunch, Fernsehserie, eine Folge)
- 1975: The Wide World of Mystery (Fernsehserie, eine Folge)
- 1978: Ja, lüg’ ich denn? (Rabbit Test)
- 1980: Trapper John, M.D. (Fernsehserie, eine Folge)
- 1981: The Return of the Beverly Hillbillies (Fernsehfilm)
- 1983: Jung und Leidenschaftlich – Wie das Leben so spielt (As the World Turns, Fernsehserie, mehrere Folgen)
- 1983: Fantasy Island (Fernsehserie, eine Folge)
- 1983: Die schrillen Vier auf Achse (National Lampoon’s Vacation)
- 1983–1984: Liebe, Lüge, Leidenschaft (One Life to Live, Fernsehserie, mehrere Folgen)
- 1984: Alles ist vergänglich (Nothing Lasts Forever)
- 1985: Alice im Wunderland (Alice in Wonderland, Fernsehfilm)
- 1988: Zwei tolle Hechte im Knast (Buy & Cell)
- 1988: Das Model und der Schnüffler (Moonlighting, Fernsehserie, eine Folge)
- 1989: Monsters (Fernsehserie, eine Folge)
- 1994: Garfield und seine Freunde (Garfield and Friends, Fernsehserie, 3 Folgen, Stimme)